# Luca Fusi
Luca Fusi (ur. 7 czerwca 1963 w Lecco) – były włoski piłkarz. Występował na pozycji pomocnika. Obecnie jest trenerem trzecioligowego Realu Marcianise.

## Kariera klubowa
Fusi profesjonalną karierę rozpoczynał w sezonie 1981/1982 w pierwszoligowym Calcio Como. W debiutanckim sezonie rozegrał dwa spotkania. Na koniec rozgrywek zajął z zespołem szesnastą pozycję w lidze i spadł z nim do drugiej ligi. Na zapleczu ekstraklasy szybko stał się podstawowym graczem Como. W 1984 roku po zajęciu drugiego miejsca w Serie B, powrócił z klubem do najwyższej klasy rozgrywkowej. W sumie w Como spędził pięć lat. W tym czasie rozegrał tam 125 ligowych spotkań i zdobył 5 bramek.
W 1986 roku przeszedł do innego pierwszoligowca - Sampdorii. W pierwszym sezonie gry dla tego klubu, zajął w z nim szóstą pozycję w lidze. W następnym sezonie wraz z Sampdorią uplasował się na czwartej pozycji w Serie A, a także zdobył Puchar Włoch. W drużynie z Genui grał przez dwa lata. Łącznie wystąpił tam w 60 ligowych meczach.
W 1988 roku przeniósł się do SSC Napoli. W debiutanckim sezonie 1988/1989 został triumfatorem Pucharu UEFA, a także wicemistrzem Włoch. W 1990 roku po raz pierwszy w karierze sięgnął po mistrzostwo Włoch. W Napoli spędził dwa sezony, w ciągu których wystąpił tam w lidze 60 razy i strzelił 2 gole.
Latem 1990 roku podpisał kontrakt z Torino FC. W 1992 roku jego klub dotarł do finału Pucharu UEFA, w którym uległ w dwumeczu Ajaxowi Amsterdam. Rok później wywalczył z Torino Puchar Włoch. Łącznie rozegrał tam 119 spotkań i zdobył jedną bramkę.
W 1994 zdecydował się odejść do rywala zza miedzy - Juventusu. W tym klubie pełnił jednak rolę rezerwowego. Przez cały sezon zagrał tam w dziesięciu ligowych meczach, a po jego zakończeniu odszedł z klubu.
W 1995 roku trafił do szwajcarskiego AC Lugano. Tam spędził dwa sezony. W sumie rozegrał tam 20 spotkań. W 1997 roku zakończył karierę.
| Sezon   | Klub          | Kraj       | Rozgrywki         | Mecze | Bramki |
| ------- | ------------- | ---------- | ----------------- | ----- | ------ |
| 1981/82 | Calcio Como   | Włochy     | Serie A           | 2     | 0      |
| 1982/83 | Calcio Como   | Włochy     | Serie B           | 26    | 0      |
| 1983/84 | Calcio Como   | Włochy     | Serie B           | 37    | 3      |
| 1984/85 | Calcio Como   | Włochy     | Serie A           | 30    | 1      |
| 1985/86 | Calcio Como   | Włochy     | Serie A           | 30    | 1      |
| 1986/87 | UC Sampdoria  | Włochy     | Serie A           | 30    | 0      |
| 1987/88 | UC Sampdoria  | Włochy     | Serie A           | 30    | 0      |
| 1988/89 | SSC Napoli    | Włochy     | Serie A           | 31    | 0      |
| 1989/90 | SSC Napoli    | Włochy     | Serie A           | 29    | 2      |
| 1990/91 | Torino FC     | Włochy     | Serie A           | 31    | 0      |
| 1991/92 | Torino FC     | Włochy     | Serie A           | 31    | 1      |
| 1992/93 | Torino FC     | Włochy     | Serie A           | 31    | 0      |
| 1993/94 | Torino FC     | Włochy     | Serie A           | 26    | 0      |
| 1994/95 | Juventus F.C. | Włochy     | Serie A           | 10    | 0      |
| 1995/96 | AC Lugano     | Szwajcaria | Axpo Super League | 8     | 0      |
| 1996/97 | AC Lugano     | Szwajcaria | Axpo Super League | 12    | 0      |

## Kariera reprezentacyjna
Fusi jest byłym Włoch. Zadebiutował w niej 31 marca 1988 w meczu z Jugosławią, zmieniając na boisku Luigiego de Agostiniego. Został powołany na Mistrzostwa Europy w 1988 roku, jednak nie rozegrał na nich żadnego spotkania. Łącznie w drużynie narodowej wystąpił osiem razy.

## Kariera trenerska
Po zakończeniu kariery został trenerem. Był szkoleniowcem młodzieżowych drużyn Atalanty BC. Trenował także juniorów AC Ceseny. W 2007 roku został trenerem pierwszej drużyny A.C. Bellaria Igea Marina. Pracował tam przez rok, a od 2008 roku jest szkoleniowcem Realu Marcianise.